# 蓉府藏文典籍博物馆
蓉府藏文典籍博物馆位于中华人民共和国四川省成都市温江区南江路668号，是中华人民共和国首家少数民族典籍博物馆，博物馆集搜集、整理、抢救、保护典籍等为一体，博物馆内有一级文物1套(16卷)、二级文物48卷、三级文物147卷，博物馆使用面积约为2000平方米。

## 建设

### 背景
自1951年起中华人民共和国即把藏文典籍的收集、整理、保护和出版作为重要工作。1986年，批准设立“藏文大藏经对勘”项目，2006年在西藏自治区拉萨市色拉寺和大昭寺二寺成立了藏族古籍经典收集整理印经室，2007年，国务院办公厅印发《关于进一步加强古籍保护工作的意见》，在西藏成立了古籍保护工作领导小组。截至2023年5月，西藏自治区档案馆馆藏藏文典籍档案达300多万卷。

### 建设和设计
2023年，蓉府藏文典籍博物馆启动建设，2024年7月26日，获得四川省民政厅的行政许可，在成都市登记成立。2025年5月18日，蓉府藏文典籍博物馆开馆。博物馆建筑融合了现代和传统元素，展现出鮮明的民族文化特色。

## 布局和馆藏
蓉府藏文典籍博物馆共有13个展陈单元，各展陈单元均有古籍预防性保护设备和多媒体展示设备。博物馆有一级文物1套(16 卷)、二级文物48卷、三级文物147卷、一般文物90卷，馆藏文物涵盖历史、文化、艺术、科学等领域。博物馆较藏品有敦煌藏文文献、宫廷木刻版、丽江・理塘版《大般若经》、永乐版《甘珠尔》护经板、金银汁写本等文物。还展出有护经版、包经布、经绳扣等装帧用具，藏文化中的“文房四宝”亦为馆藏。馆内开设吉祥果藏文化非遗传习体验中心，引导游客与典籍互动。